# Cerodirphia barbuti
Cerodirphia barbuti is een vlinder uit de familie nachtpauwogen (Saturniidae), onderfamilie Hemileucinae.
De wetenschappelijke naam van de soort is voor het eerst geldig gepubliceerd door Rougerie & Herbin in 2004.